# Jolanda Bretaňská
Jolanda Bretaňská (francouzsky Yolande de Bretagne, Yolande de Dreux, 1218, Dreux – 10. října 1272, Bouteville) byla hraběnka z Penthrièvre, Porhoetu, La Marche a z Angoulême. Společně s oběma rodiči a starším bratrem je zobrazena na vitráži jižní rozety v katedrále v Chartres, které byl její otec štědrým donátorem.

## Život

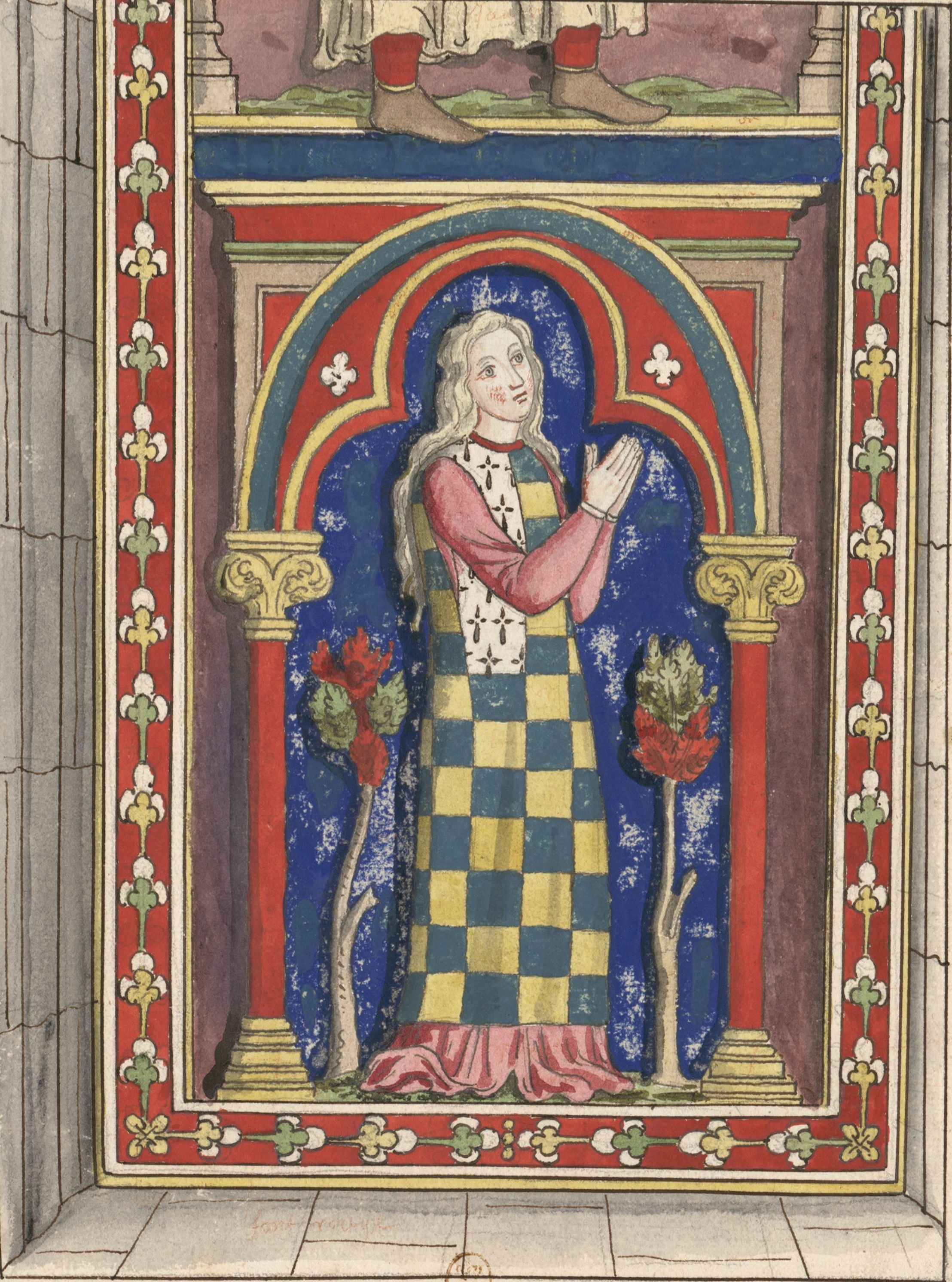
Jolanda na nákresu vitráže z katedrály v Chartres

Narodila se na konci roku 1218 jako dcera Petra z Dreux a bretaňské dědičky Alice, dcery Víta z Thouars. Matka zemřela při porodu třetího potomka a ovdovělý Petr z Dreux se stal poručníkem malého Jana, budoucího bretaňského vévody. Po smrti francouzského krále Ludvíka VIII. byl jedním z nespokojených buřičů, jež organizovali vzpoury proti regentské vládě královny vdovy.
Jolanda byla jako potenciální bretaňská dědička žádanou nevěstou a otec se ji opakovaně snažil provdat za své politické spojence, což se nezamlouvalo francouzské královně. Již v dětském věku byla zaslíbena mladému anglickému králi Jindřichovi III. Ke svatbě na nátlak královny vdovy nedošlo, děvčátko bylo v domácím vězení, Jindřich se tak nevěsty nedočkal a zasnoubení bylo zrušeno. Druhým snoubencem se stal v březnu 1227 francouzský princ Jan. Zasnoubení skončilo jeho smrtí v roce 1232. Potřetí byla Jolanda zasnoubena s ovdovělým Theobaldem IV. ze Champagne. Ani k tomuto sňatku po zásahu královny nedošlo.
Až v lednu 1236 byla Jolanda provdána za Huga z Lusignanu, syna otcova stejnojmenného spojence a bývalé anglické královny Isabely z Angoulême. Jako věno obdržela hrabství Penthièvre, Porhoet a panství Fère-en-Tardenois, Chailly a Longjumeau. Hugo zdědil po matčině smrti roku 1246 hrabství Angoulême a roku 1249 se společně s otcem a tchánem se připojil k křížové výpravě. Otec padl v červnu téhož roku u Damietty a samotný Hugo 6. dubna 1250 v bitvě u Fariskuru.
Jolanda se stala regentkou po dobu nezletilosti nejstaršího syna, kterého díky jeho účasti na další křížové výpravě francouzské koruny přežila. Zemřela v pokročilém věku na hradě v Bouteville a byla pohřbena po boku předků v cisterciáckém klášteře Villeneuve u Nantes.

## Potomci
- Hugo XII. z Lusignanu (1235/1240 – 1270) ∞ 1254 Johana z Fougères
- Vít z Lusignanu († 1288/89)
- Geoffroy z Lusignanu († 1264)
- Alice z Lusignanu (1236 – 1290) ∞ Gilbert z Clare, hrabě z Gloucesteru
- Marie z Lusignanu (1242 - 1266), ∞ Robert z Ferrers, 6. hrabě z Derby
- Isabela z Lusignanu (1248–1304) ∞ Mořic z Belleville
- Jolanda z Lusignanu († 1305) ∞ Petr I. z Preaux